# Cratere Slocum
Slocum è un cratere lunare di 12,15 km situato nella parte sud-orientale della faccia visibile della Luna.